# DIM (група компаній)
Група компаній DIM — український девелопер повного циклу, заснований 2014 року.

## Історія
2007 року Олександр Насіковський заснував проектно-будівельну компанію «АРСАН-БУД». Першими об'єктами компанії були таунхауси і малоквартирні будинки у Броварах.
У 2014 році була заснована девелоперська компанія DIM. У травні 2014 її було об'єднано разом з низкою інших підприємств під одним загальним брендом — група компаній DIM. Цього ж року компанія вийшла на ринок нерухомості.
2016 року група компаній DIM вийшла на столичний ринок нерухомості. 27 червня 2017 року Рада директорів Конфедерації будівельників України (КБУ) ухвалила рішення про включення групи компаній DIM до конфедерації, а Олександр Насіковський став членом Ради.

## Загальна інформація
Станом на жовтень 2024 року група складається з шести компаній: девелоперська компанія DIM (2014), генеральний підрядник Dim Construction (2016), дизайн бюро Anthracite (2019), архітектурне бюро The Walls (2011), агенція з продажу нерухомості Dim Realt (2016) та керуюча компанія Dim Expert (2017).
У 2017 році DIM group ініціювала проведення низки наукових досліджень із безпечної експлуатації об'єктів нового будівництва й розробки особливої екологічної політики, яка б гарантувала безпечні для стану довкілля зведення та експлуатацію житлових комплексів. Цього ж року було введено в експлуатацію перший будинок ЖК Автограф
2020 року компанія ввела в експлуатацію проект бізнес-класу в Шевченківському районі столиці ЖК А52
У 2022 році, на початку повномаштабного вторгнення, компанія долучилась до захисту київських пам'яток
У 2024 році ввела в експлуатацію ЖК Новий Автограф та перші три секції ЖК Lucky Land.
8 липня 2024 року внаслідок російського ракетного обстрілу було пошкоджено київський офіс на вул. Раїси Окіпної

## Проєкти
Станом на жовтень 2024 року проєктний портфель девелопера налічує близько 900 тис. м2 нерухомості в Києві та Київській області. Близько 72 тисяч квадратних метрів введено в експлуатацію. Ще 740 тисяч перебувають на етапі реалізації. Серед спроектованих компанією об'єктів — житлова нерухомість різних класів та форматів, включаючи точкову та комплексну забудови із суспільними просторами і соціальною інфраструктурою.

### Реалізовані
- «Соборний» — житловий комплекс преміум-класу, Бровари Київської області[16].
- «Фамільний» — житловий комплекс комфорт-класу, Бровари Київської області[17].
- «Автограф» — житловий комплекс комфорт-класу у Дніпровському районі Києва[18][19].
- «Новий Автограф» — житловий комплекс комфорт-класу у Голосіївському районі Києва[20].
- «А52» — житловий комплекс бізнес-класу в історичному центрі Києва

### На стадії будівництва[21]
- «Метрополіс» — житловий комплекс класу комфорт+ у Голосіївському районі Києва[22][23].
- THE ONE  — житловий комплекс класу преміум у у центрі столиці на вул. Мечнікова, 7Б[24]
- «А136 Highlight Tower» — житловий комплекс бізнес-класу в Києві[25].
- LUCKY LAND — житловий комплекс комфорт-класу у Святошинському районі Києва.[26]
- Park Lake City — житловий комплекс бізнес-класу у передмісті Києва.[27]
- OLEGIV Podil — житловий комплекс у форматі art boutique residence у Шевченківському районі Києва[28].

## Нагороди
- Перемога у номінації «Проект майбутнього (житло)» EE Real Estate Awards 2019 за клубний еко-комплекс Park Lake City[29]
- Премія «Лідер року 2017» за результатами національного бізнес-рейтингу[30][31].
- Премія «IBuild 2017» в номінації «Девелопер року»[32],[33].
- Премія «EEA Project Awards 2018» в номінації «Девелопер року»[34][35][2].
- Премія «Вибір року 2020» в номінації «Найкращий девелопер столиці»[36]
- Олександр Насіковський потрапив у «Рейтинг найкращих топ-менеджерів України 2021: Нерухомість» за версією журналу Фокус[37]
- «Девелопер 2021 року» за версією iBuild[38]
- Перемога у номінації «Житловий комплекс 2023» за версією iBuild -  житловий комплекс Park Lake City[39]